# Otto II. (Bayern)

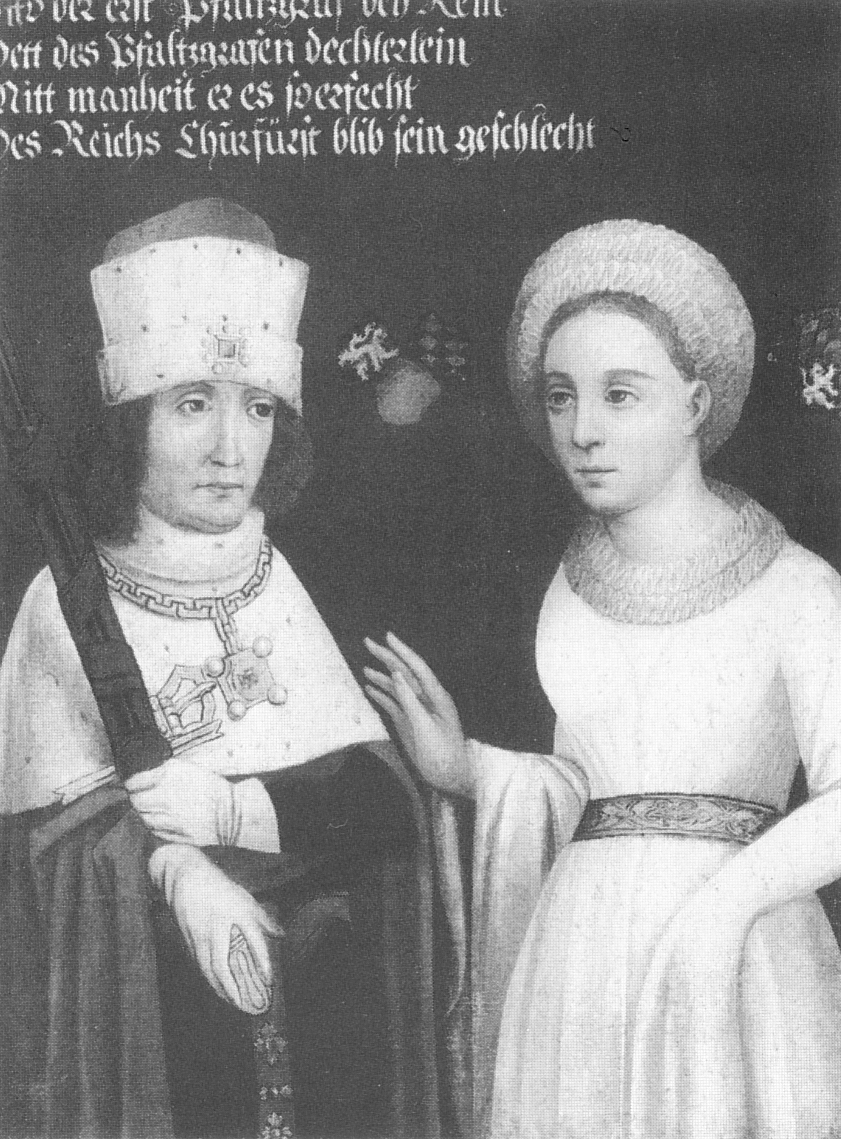
Otto II. mit seiner Frau Agnes auf einem Ölgemälde des 16. Jahrhunderts

Otto II. der Erlauchte (* 7. April 1206 in Kelheim; † 29. November 1253 in Landshut) aus dem Geschlecht der Wittelsbacher war von 1231 bis 1253 Herzog von Bayern und von 1228 bis 1253 Pfalzgraf bei Rhein. 1248 war er Statthalter im Herzogtum Österreich und später ab 1251  letzter Reichsgubernator. Otto profitierte beim Ausbau seiner Machtposition vom Aussterben anderer Geschlechter, wodurch auch das weiß-blaue Wappen an sein Haus und Bayern kam. Bald nach seinem Tode begannen unter seinen Nachkommen die Bayerischen Landesteilungen.

## Leben

### Herkunft und frühe Jahre
Otto war der Sohn Herzog Ludwigs I. von Bayern und Ludmillas von Böhmen, der Witwe des Grafen Albert III. von Bogen. Otto wurde im Alter von sechs Jahren mit Agnes von der Pfalz († 1267) verlobt, der Erbin der Pfalzgrafschaft bei Rhein (der späteren Kurpfalz), die sein Vater 1214 als Lehen erhielt und bis zu Ottos Schwertleite 1228 verwaltete. Als Pfalzgraf war Otto auch  Reichsvikar und hatte eine Schlüsselstellung bei der Königswahl. 1231 folgte er seinem ermordeten Vater auch als Herzog von Bayern nach. Der herzogliche Vorort verlagerte sich in der Folge von Kelheim nach Landshut.

### Herzog, Pfalzgraf und Reichsgubernator
Im Kampf gegen Friedrich von Österreich besetzte Otto 1233 Wels und geriet dadurch in Konflikt mit dessen Verbündeten, den gegen seinen Vater Kaiser Friedrich II. rebellierenden König Heinrich, in dessen Verlauf Otto seinen Sohn Ludwig als Geisel stellen musste. 1234 befand sich Otto wieder in einer Auseinandersetzung, diesmal gegen Salzburg, Regensburg, Augsburg, Tölz, Hohenburg und Freising um seine feudalen Rechte durchzusetzen. Unter dem Einfluss von Albert Behaim näherte sich Otto dem Papst an, was jedoch zu weiteren Fehden mit den kaiserlich gesinnten Bischöfen führte, und 1238 verbündete er sich mit Böhmen gegen die Staufer.
Wegen steigender Spannungen mit König Wenzel I. von Böhmen, Misstrauen gegen den späteren Gegenkönig Heinrich Raspe IV. und dem Mongolensturm näherte sich Otto schließlich den Staufern an. Nachdem der Streit mit Kaiser Friedrich II. zu Ende war, trat Otto 1241 endgültig der staufischen Partei bei. Seine Tochter Elisabeth wurde mit Kaiser Friedrichs jüngeren Sohn Konrad IV. verheiratet. Aus diesem Grund wurde Otto vom Papst exkommuniziert. Im Auftrag der Staufer ging Otto nach dem Aussterben der Babenberger 1246 in Österreich gegen den Anspruch Hermanns VI. von Baden vor, der mit Gertrud von Babenberg verheiratet war. Schließlich übertrug der Kaiser 1248 Otto die Verwaltung Österreichs, das er aber gegen Wenzels Sohn, den späteren König Ottokar II. von Böhmen nicht behaupten konnte, der 1251 in Österreich einzog. Als Pfalzgraf bei Rhein lag Otto zudem im Konflikt um Lorsch lange in Streit mit dem Erzbistum Mainz.
Bevor er nach dem Tode seines Vaters nach Sizilien zog, um dort sein Erbe anzutreten, betraute König Konrad IV. im Juni 1251 Otto auf einem Reichstag zu Augsburg mit der Ausübung der Herrschaft im Reich, womit Otto zum letzten jemals ernannten Reichsgubernator wurde. Unerwartet starb Otto, während er noch im  Kirchenbann war, Ende November 1253 und wurde im Benediktinerkloster Scheyern begraben. Eine Gedenktafel für ihn fand Aufnahme in die Walhalla bei Regensburg.

## Dynastische Bedeutung
Unter Ottos Herrschaft kamen Gebiete der aussterbenden Adelsgeschlechter der Grafen von Bogen, der Grafen von Andechs und der Ortenburger an die Wittelsbacher. Mit dem Ortenburger Rapoto III. starb 1248 der letzte offizielle Pfalzgraf von Bayern. Rechte und Besitz eigneten sich im Laufe der Zeit die Herzöge von Bayern an. Als 1248 mit Otto von Meranien auch die Grafen von Andechs aussterben, kam jedoch der ehemalige südwestliche Landesteil nicht an Bayern zurück, sondern fiel an die Grafen von Tirol. Mit den Besitztümern der Grafen von Bogen nach dem Tode von Ottos Halbbruder Albert kam 1242 auch deren weiß-blaues Rautenwappen zu Bayern, das bis heute Bestandteil des Bayerischen Staatswappens ist. Die gewonnenen Besitz- und Herrschaftsrechte wurden nicht mehr als Lehen ausgegeben, sondern mit Hilfe meist herzoglicher Ministerialen und durch ein neu geschaffenes Verwaltungssystem gesichert. Unter Otto II. begann der Aufbau einer einheitlichen Gesetzgebung, so entstanden erst Ämter, dann Pflegegerichte.

## Familie

Wappen Ottos II.

Herzog Otto II. heiratete im Mai 1222 Prinzessin Agnes (1201–1267), eine Tochter des Welfen Heinrich von Braunschweig und seiner Gattin Pfalzgräfin Agnes bei Rhein. Aus der Ehe gingen fünf Kinder hervor:
- Elisabeth (1227–1273) 
  1. ⚭ 1246 in Vohburg König Konrad IV. von Hohenstaufen (1228–1254),
  2. ⚭ 1258 in München Graf Meinhard IV. von Görz und Tirol, später Herzog von Kärnten (1235–1295);
- Ludwig II. (der Strenge) (1229–1294)
  1. ⚭ 1254 in Landshut Herzogin Maria von Brabant (1226–1256);
  2. ⚭ 1260 in Heidelberg, Anna, Tochter des Glogauer Herzogs Konrad II. (1232/1235–1273/1274);
  3. ⚭ 1273 in Aachen Gräfin Mathilde von Habsburg (1253–1304);
- Heinrich XIII. (1235–1290) ⚭ 1244 Prinzessin Elisabeth von Ungarn (1236–1271);
- Sophie (1236–1289) ⚭ 1258 in München Graf Gebhard VI. von Sulzbach und Hirschberg (1220–1275);
- Agnes (1240–1306), Nonne in Seligenthal